# Makin' Love Is Good for You
Makin' Love Is Good for You – studyjny album B. B. Kinga wydany w roku 2000.

## Spis utworów
1. "I Got to Leave This Woman" (Melvin Jackson)
2. "Since I Fell for You" (Buddy Johnson)
3. "I Know" (Barbara George)
4. "Peace of Mind" (Riley King, Joe Josea)
5. "Monday Woman" (Willie Mabon)
6. "Ain't Nobody Like My Baby" (Riley King)
7. "Makin' Love Is Good for You" (Tony Joe White)
8. "Don't Go No Farther" (Willie Dixon)
9. "Actions Speak Louder than Words" (Riley King)
10. "What You Bet" (Robert Taylor, George Williams)
11. "You're on Top" (Riley King)
12. "Too Good to You Baby" (Riley King, Sam Ling)
13. "I'm in the Wrong Business" (Riley King)
14. "She's My Baby" (A.C. Reed)
15. "It's Still Called the Blues" (Riley King)

## Muzycy biorący udział w nagraniu
- B. B. King – gitara prowadząca
- James Bolden – lider zespołu/trąbka
- Walter R. King – kontrahent/saksofon
- Calep Emphrey Jr. – perkusja
- Melvin Jackson – saksofon
- Leon Warren – gitara
- Michael Doster – bas
- James Toney – klawisze
- Stanley Abernathy – trąbka

Oraz:
- Joe Sublett – saksofon tenorowy
- Darrell Leonard – trąbka
- Tommy Eyre – klawisze
- Tony Braunagel – perkusja
- John Porter – gitara